# 能田達規
能田 達規（のうだ たつき、1970年6月27日—）、日本漫畫家。愛媛縣松山市出身。廣島大学工学部第二類（電子系）畢業。代表作是《頂尖電器王》。

## 作品
- 頂尖電器王、全24冊、原名《おまかせ! ピース電器店（日语：おまかせ! ピース電器店）》
- 黃金右腳、全13冊、原名《ORANGE》
- GET!足球王、全10冊、原名
- 球團風雲、全5冊、原名《オーレ!（日语：オーレ!）》
- 電器小子、全1冊（短篇故事的集結，收錄《頂尖電器王》的短篇） ISBN 9789861021805
- 時間救助隊TIMER3、全1冊、原名《時間救助隊TIMER3（日语：時間救助隊TIMER3）》

## 外部連結
- （日語）ORANGE （页面存档备份，存于） - 公式網站
- （日語） - fansite